# Одигитрия (Дионисий)
«Одигитрия» (также «Богоматерь Одигитрия», «Одигитрия Смоленская» — Богоматерь Путеводительница) — икона, созданная иконописцем Дионисием в 1482 году для Вознесенского собора Вознесенского монастыря в Московском Кремле. Из атрибутируемых Дионисию икон одна из первых по времени создания. Согласно сообщениям современных источников, иконописец восстановил на старой доске византийскую икону, пострадавшую во время пожара в соборе. В настоящее время «Одигитрия» находится в собрании Третьяковской галереи (инв. 12799).

## История создания
По данным Софийской второй и Львовской летописей, в Вознесенском соборе хранилась икона «греческого письма», при пожаре погибли её живописный слой и оклад, но доска сохранилась. Дионисий получил заказ восстановить на доске икону «в тот же образ». Иконописец работал, изначально ограниченный рамками строгого канона. Сообщения о восстановлении иконы помещены в летописях среди событий осени 1472 года. Как полагает Н. Голейзовский, пожар, при котором так серьёзно могла пострадать икона, произошёл в Вознесенском соборе 2 октября 1476 года, когда, по сообщениям источников, собор выгорел изнутри. Голейзовский предполагает, что Дионисий восстановил икону по заказу либо великой княгини Марии Ярославны, принявшей постриг в 1478 году, либо её сына князя Андрея Угличского.
Позднее икона хранилась в Синодальной (Патриаршей) библиотеке. После революции 1917 года «Одигитрия» была передана в Государственный Исторический музей. В ГТГ поступила из ГИМа в 1930 году.

## Образ Богоматери Одигитрии
Церковный историк Никифор Каллист приписывал создание образа Одигитрии евангелисту Луке (49 год). На Руси икона Богоматери заступницы и путеводительницы в ратных походах почиталась с домонгольского времени. Считалось, что в 1046 году её привезла из Константинополя греческая царевна (личное имя не известно), вероятно, дочь Константина Мономаха, ставшая женой князя Всеволода Ярославича. Икона перешла к её сыну, Владимиру Мономаху, который передал образ Одигитрии основанному им в 1101 году смоленскому Успенскому собору. По месту хранения она получила название «Смоленская Одигитрия».
В середине XV века некоторое время Одигитрия и списки с неё хранились в Москве. Существует несколько версий событий, при которых икона попала в Москву. По сообщению Е. Поселянина, одна из версий гласит, что некто Юрга, пан Свилколдович, направляясь от Свидригайла, литовского князя, к великому московскому князю Василию Васильевичу, разграбил Смоленск, в числе другой добычи была и икона Одигитрии. Юрга подарил её великому князю Василию (1455). По другой гипотезе Витовт, великий князь литовский, передал Одигитрию вместе с другими образами «греческого письма» своей дочери Софье, когда она навестила его в Смоленске в 1398 году. По третьей версии Юрий Святославич, князь смоленский, изгнанный в 1404 году Витовтом, привёз в Москву в числе прочих икон Одигитрию.
В 1456 году, по просьбе архиепископа Смоленского Мисаила, Одигитрия была возвращена великим князем. Икона и её списки в праздничной обстановке были перенесены в Смоленск. С этого события исследователи начинают отсчёт почитания иконы в Москве. Один из списков Одигитрии оставили в Благовещенском соборе, ещё один был поставлен в соборе «на поклоне». В 1525 году, в честь взятия Смоленска во время русско-литовской войны, одна из икон «Одигитрии» была передана в Смоленский собор Новодевичьего монастыря. Как и в «Одигитрии» из Вознесенского монастыря, в иконе Смоленского собора свиток, который держит в руках Младенец, упирается в его колено — редко встречающаяся деталь.
Из известных византийских икон наиболее близки к Одигитрии Вознесенского монастыря две, выполненные в технике мозаики — в настоящее время хранятся в Национальной галерее в Палермо (датируется 1-й половиной XIII в.) и в софийском Национальном археологическом музее (XIII—XIV в.). По сообщению летописей икона Вознесенского монастыря была списком образа Одигитрии из монастыря Одигон (икона не сохранилась). В 1381 году Дионисий, архиепископ Суздальский, привёз из константинопольского монастыря Панагии Одигитрии два списка с образа Богоматери для суздальского и нижегородского соборов. Возможно, одна из этих копий после смерти архиепископа (1385) была перенесена в Москву. Исследователи предполагают, что инициатором перенесения образа была великая княгиня Евдокия, основательница Вознесенского монастыря.
Как считал Н. П. Кондаков, византийский первообраз Одигитрии представлял собой изображение Богоматери в полный рост, известны иконы византийского круга с подобными изображениями. Появление поясных изображений, по Кондакову, было связано с тем, что почитаемыми образами в разное время были разные иконы. Согласно Кондакову, Одигитрия из Влахернского храма погибла в период иконоборчества, и в роли чтимой иконы выступила Богоматерь из Одигона. Последняя была утрачена после взятия Константинополя крестоносцами в 1204 году, возможно, увезена в Венецию. Один из списков в 1204 году был спрятан в тайнике, устроенном в стене монастыря Христа Пантократора. В 1261 году этот список Одигитрии несли перед Михаилом VIII Палеологом, при его торжественном входе через Золотые ворота в столицу, освобождённую от крестоносцев.

## Описание
Богоматерь с младенцем изображены в поясном срезе фронтально. Лицо матери немного повёрнуто в сторону сына, её правая рука в деисусном жесте поднята к груди. Младенец сидит на левой руке Богоматери, в одной руке он держит свиток, другая отведена в жесте благословения. Полуфигуры архангелов Михаила и Гавриила, пребывающих в спокойном созерцании, слегка склонены в сторону Богоматери и младенца, их руки, сложенные под грудью, спрятаны под плащами-гиматиями. Мафорий Богоматери коричнево-вишнёвый со складками, прорисованными тёмной краской, кайма охряная со штрихами золотом (ассистом). Край мафория у рук отделан тонким золотым кантом. Надо лбом и на правом плече ранее были написаны золотые восьмиконечные звёзды (сохранились фрагментарно). Рукав, выступающий из-под мафория сине-зелёный, отделан двумя охряными полосами и ассистом, чепец зеленовато-синий. Одежда Младенца написана золотистой охрой с золотым ассистом, складки выписаны вишнёво-коричневой краской. Архангел Михаил облачён в хитон тёмно-зелёного цвета и гиматий розовато-охристого, складки моделированы краской того же оттенка, но более тёмного тона. Крылья тёмного цвета, коричневатой умбры. Хитон Гавриила синего цвета, гиматий — серовато-зелёный, моделировка складок выполнена сильно разведёнными белилами. Крылья написаны коричневым цветом, нижние перья (подпапоротки) — бирюзово-синим.
Фон, поля, нимбы тонированы сильно разведённой голубоватой краской. Рисунок нимбов выполнен серой рефтью, нимб Младенца с перекрестьем, прописанным по рефти зелёной краской. Фон и нибмы были изначально лишены позолоты, так как предполагалось, что они будут покрыты окладом — мастера круга Дионисия фоны под оклад тонировали, но не золотили. Так, у икон «Кирилл Белозерский» и «Богоматерь Тихвинская с житием Иоакима, Анны и Богоматери» (начало XVI века), сохранивших свою первоначальную басму, фоны без позолоты.
Объем ликов, как это было обычно у Дионисия, едва намечен. Лики прописаны жидким зеленовато-оливковым санкирем (нижний тон), верхний тон — многослойная светлая охра, подрумянка едва заметна, что придаёт образам неземную бесплотность. Глаза оживлены белыми движками, черты намечены коричневой краской. Возможно, что движки (белильные блики, моделирующие объем) на ликах были утрачены со временем, так как весь верхний живописный слой потёрт. Волосы младенца Христа тёплого коричневого цвета. Лики архангелов выполнены суховато, черты намечены серовато-коричневым тоном.
В целом, приёмы выполнения ликов с тонкими чертами и складок одежды Младенца соответствуют почерку Дионисия. Ювелирная прорисовка полуфигур архангелов даёт представление о Дионисии как художнике-миниатюристе.
Особенность иконы — поясные изображения архангелов в верхних углах средника, которые, вероятно, восходят к списку Одигитрии, хранившемуся в монастыре Одигон в то время, когда Дионисий Суздальский заказал с него копии. Поясные изображения архангелов на иконе Богоматери Одигитрии есть и на миниатюре из Псалтири Гамильтона (1300, Берлин, Гравюрный кабинет), формат Одигитрии на миниатюре так же близок к квадратному, как и образ из Вознесенского монастыря. Подобные поясные изображения архангелов встречаются и на некоторых иконах, созданных на Руси в XV—XVI веках, например, на ростовском образе «Богоматерь Одигитрия» (XV век), «Одигитрии» (XV век) в окладе византийской работы, созданном на век раньше (Троице-Сергиев монастырь), образе Богоматери из коллекции П. Д. Корина (XVI век).

## Надписи
Надписи были выполнены одновременно с живописью иконы. Буквы зелёного цвета по серой рефти. Над нимбом младенца Христа справа — ІС ХС. С двух сторон нимба Богоматери традиционная монограмма: «МР θУ», над её левым плечом: «IОДIГИТРIЯ». Надписи у архангелов: «[М]ИХАИ[Л]» и О[АГИОС] АР(Х)[АНГЕЛ] ГАВРIИЛ.

## Сохранность. Реставрации
Основа — липовая доска, составленная из трёх частей, нарощена слева узким бруском, на который заходит первоначальный слой левкаса. Низ образа позднее был надставлен деревянной полосой. Две шпонки сосновые, врезные, встречные, вставлены позднее. На обороте фрагментами сохранились паволока и левкас.
Авторская живопись была раскрыта до поступления в ГТГ. Красочный слой имеет потёртости, лессировки не сохранились, ассист сохранился фрагментарно. Надписи на фоне видны частично. Левкас утрачен по верхнему полю до основания. По нижнему полю иконы и частично боковым, а также на одежде Богоматери внизу — поздние вставки левкаса (на одежде тонированные). На обороте, там, где утрачен левкас, видно обгорелое дерево, что подтверждает сообщения современных источников о пожаре, в котором икона была повреждена.

## Комментарии
1. ↑  По мнению Н. А. Маясовой — это икона в окладе византийской работы, в настоящее время хранится в ГОП[7].